# Gnophos sounkeana
Gnophos sounkeana là một loài bướm đêm trong họ Geometridae.